# 道明会广场 (科尔马)

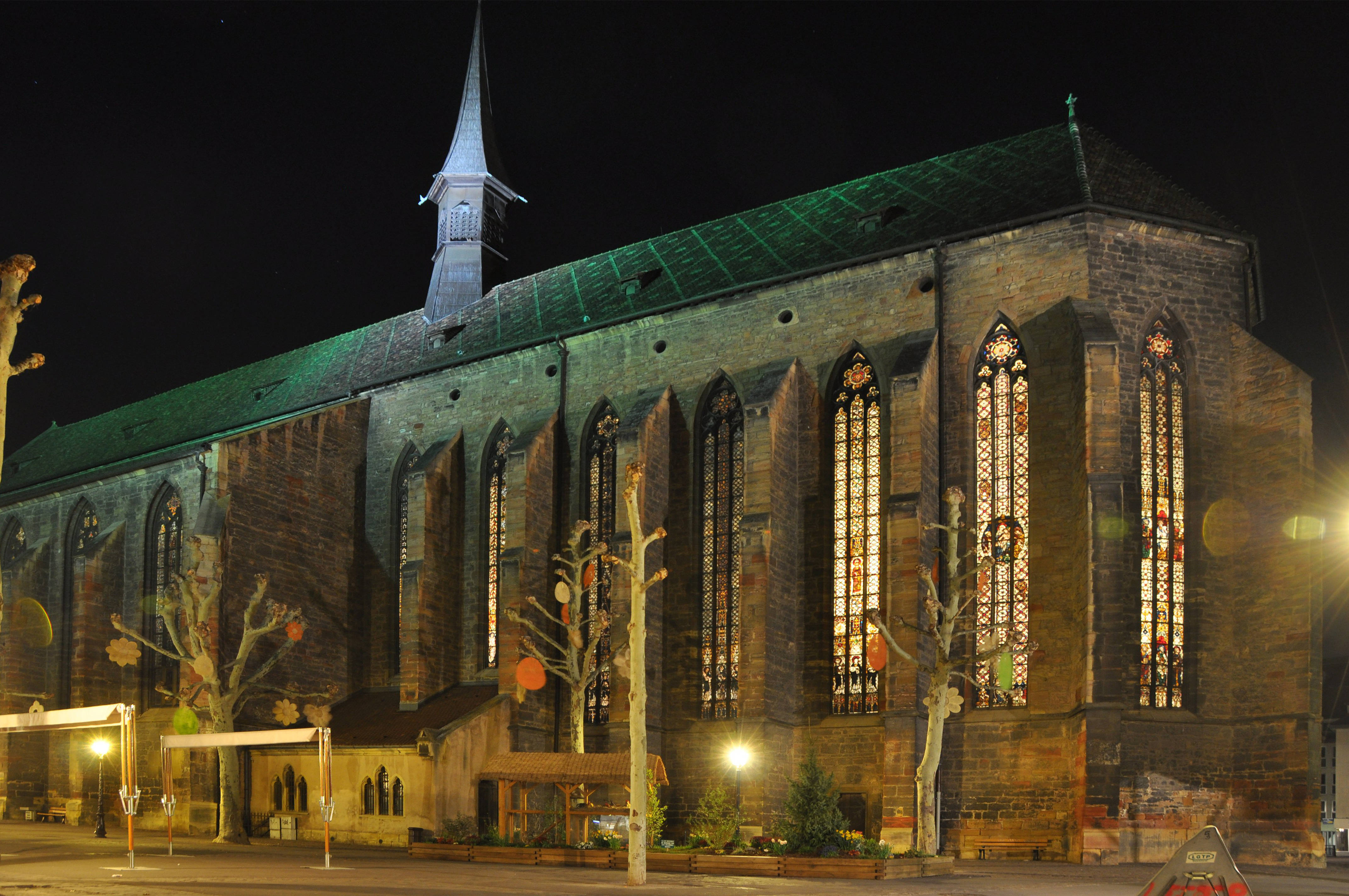
道明会广场與科尔马道明会教堂

道明会广场（法語：Place des Dominicains）是法国阿尔萨斯上莱茵省科尔马的一个公共广场，位于科尔马的中区。
前往广场可经由锁匠街（法語：Rue des Serruriers）、雷塞特街（法語：rue de Reiset）、抵抗烈士广场（法語：Place des Martyrs-de-la-Résistance）和学校广场（法語：place de l'École）。

## 名称
广场的的名字来源于道明会，广场上有该修会的原修道院。

## 建筑
在这个广场上有以下重要建筑。
- 原道明会修道院，建于1289年，1948年列为法国历史遗迹
- 古井（1584），1937年列为法国历史遗迹

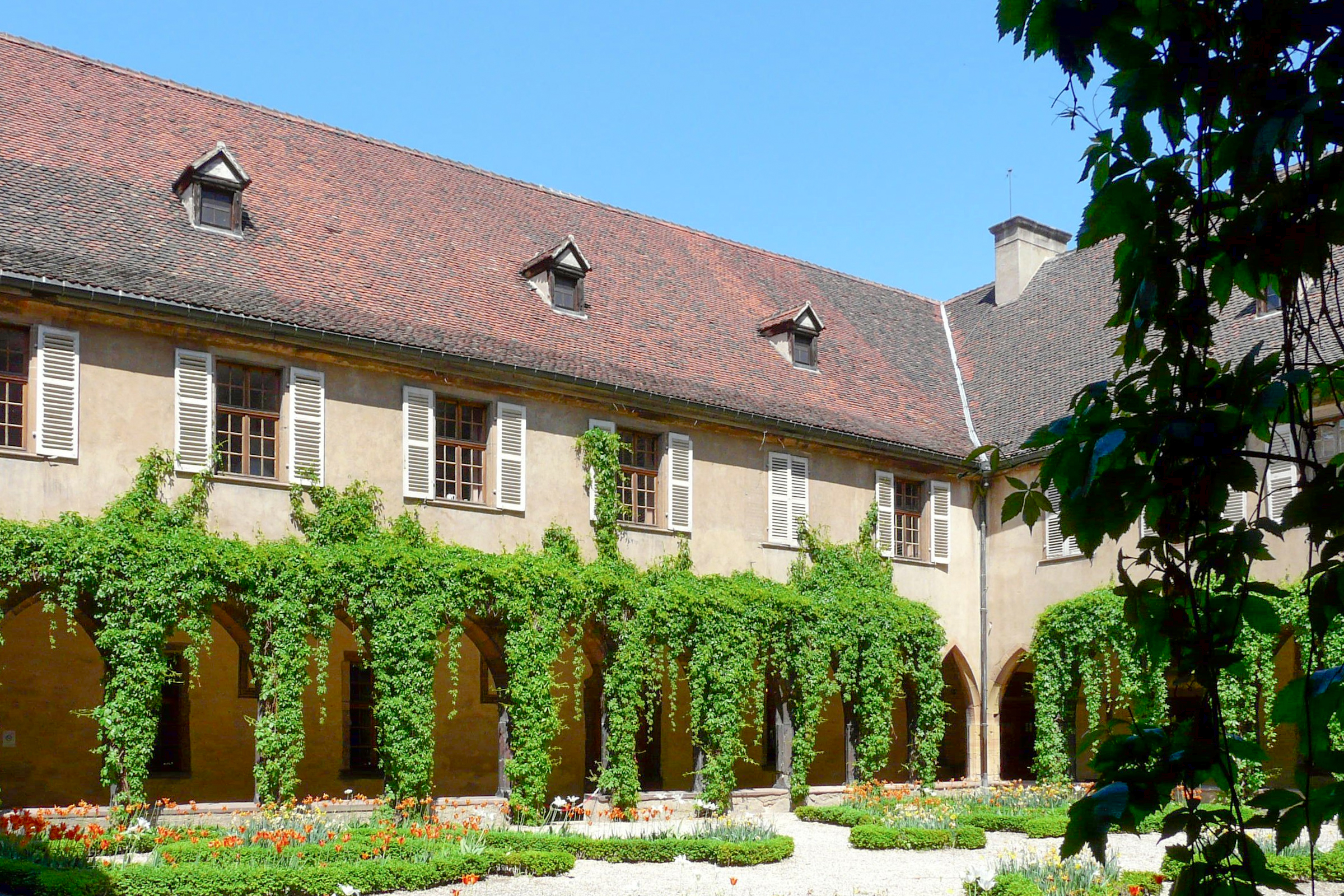
原道明会修道院
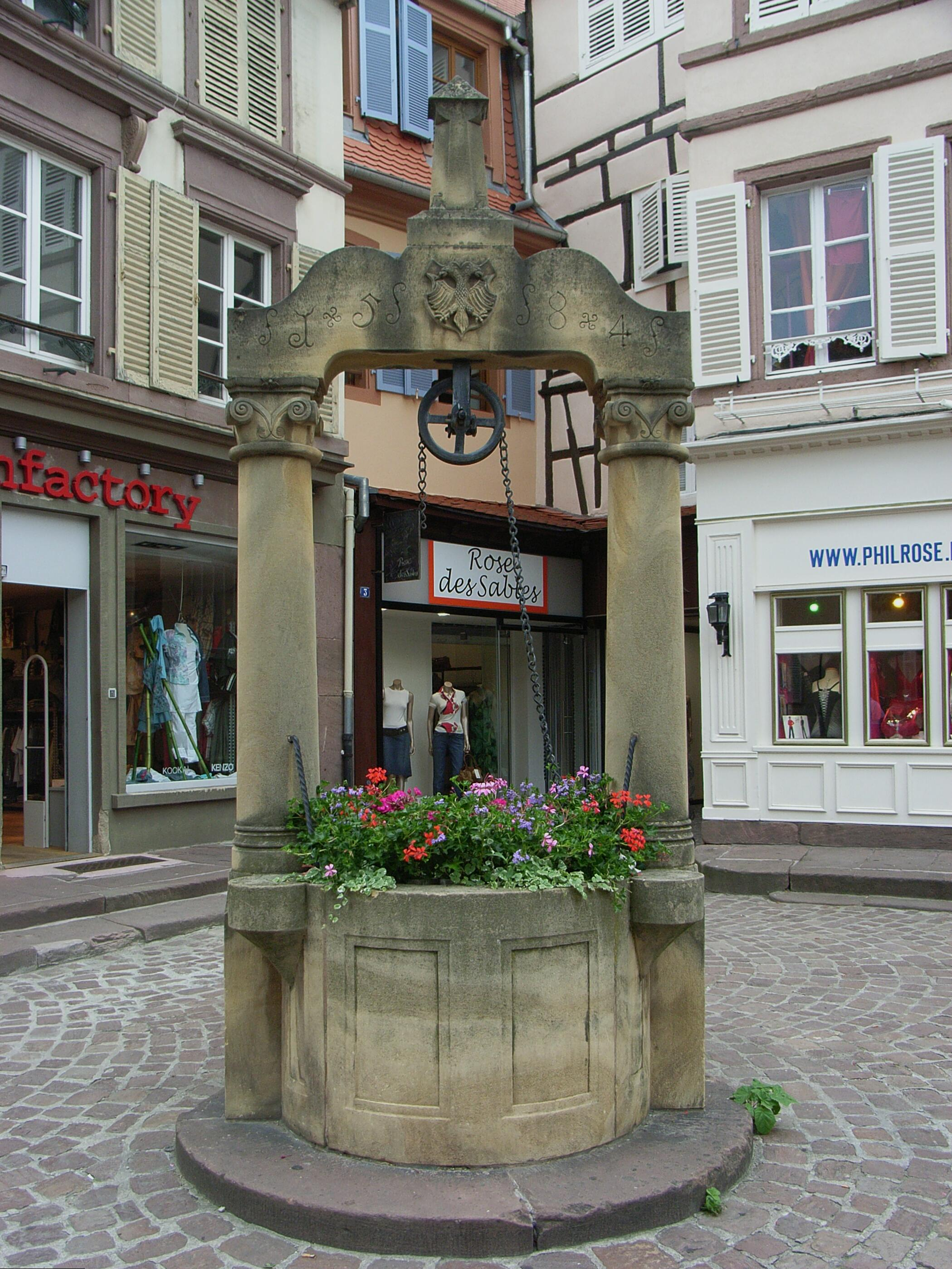
古井